# Lipasi gastrica
La lipasi gastrica è una proteina enzimatica che, negli esseri umani, è codificata dal gene LIPF.

## Funzione
Si tratta di una lipasi acidica secreta dalle cellule principali delle ghiandole del fondo dello stomaco e funziona a un pH ottimale compreso tra 3 e 6. Insieme alla lipasi linguale è una delle due lipasi acidiche che, a differenza delle lipasi alcaline come quella pancreatica, non necessitano di acidi biliari o di colipasi per un'attività enzimatica ottimale. Insieme sono responsabili del 30% dell'idrolisi dei lipidi che avviene durante la digestione negli adulti, con la lipasi gastrica che apporta il maggior contributo. Nei neonati sono molto più importanti, dal momento che provvedono alla metà della totale attività lipolitica.

## Significato clinico
La lipasi gastrica può parzialmente compensare una ridotta produzione di lipasi pancreatica conseguente a disfunzione del pancreas; le lipasi acidiche sono tuttavia limitate nella loro azione, dal momento che rimuovono solo un acido grasso da ciascuna molecola di triacilglicerolo. L'acido grasso così liberatosi può attraversare la mucosa intestinale, mentre il diacilglicerolo rimane nel lume intestinale.